# Eva García Magriñá
Eva García Magriñá (San Sebastián, Gipúzkoa 1966) es una investigadora especializada, entre otras materias,   en la problemática histórica  de los niños abandonados y sus madres en el País Vasco.

## Biografía
Eva García Magriñá es graduada en Magisterio por la Universidad del Pais Vasco y máster en Investigación en Ámbitos Socio-Educativos. Está vinculada al mundo de la investigación en el seno de la Universidad del País Vasco.
En sus inicios fue maquetadora en la editorial Elkar y en la revista Aiurri lo que le acercó al mundo editorial. Se inició con pequeñas colaboraciones en trabajos relacionados con la historia reciente del entorno próximo a Orio, donde reside.
En 2008 accedió a la beca de investigación convocada por Manuel Larramendi Kultur Bazkuna que dio como fruto su primer trabajo en solitario Fraisoroko amak, Fraisoroko haurrak, publicado en 2011 en euskera. En el libro se describe la historia de la Casa Cuna de Fraisoro  y la problemàtica del niño abandonado a lo largo del siglo XX.
Fruto de sus investigaciones, publicó su segundo libro en español titulado Mujeres de barro, infancias de cristal. Fraisoro 1903-1985 editado por la Sociedad Cultural Manuel Larramendi de Andoáin. En esta obra editada en 2021 y presentada en Tabakalera se resalta el rechazo social  que padecían  las madres y los niños abandonados a lo largo de la historia.
Sobre su materia de estudio ha realizado una labor divulgativa a través de conferencias en diferentes municipios de Guipúzkoa.

## Publicaciones
- Fraisoroko amak, Fraisoroko haurrak, (Las madres y los niños de Fraisoro)
- Mujeres de barro, infancias de cristal. Fraisoro 1903-1985.